# روجر گریفیتس (بازیکن فوتبال)
روجر گریفیتس (انگلیسی: Roger Griffiths; ۲۰ فوریهٔ ۱۹۴۵ – ۱۹ ژوئیهٔ ۲۰۰۶) بازیکن فوتبال اهل بریتانیا بود.
از باشگاه‌هایی که در آن بازی کرده‌است می‌توان به باشگاه فوتبال هرفورد یونایتد، باشگاه فوتبال ووستر سیتی، و باشگاه فوتبال چلتنهام تاون اشاره کرد.